# Euryops namibensis
Euryops namibensis là một loài thực vật có hoa trong họ Cúc. Loài này được (Merxm.) B.Nord. mô tả khoa học đầu tiên năm 1966.